# Banco de dados Dortmund
O banco de dados Dortmun (abreviado na literatura como DDB, de Dortmund Data Bank) é um banco de dados factuais para dados termodinâmicos e termofísicos.